# 7377 Pizzarello
7377 Pizzarello eller 1981 EW9 är en asteroid i huvudbältet som upptäcktes den 1 mars 1981 av den amerikanska astronomen Schelte J. Bus vid Siding Spring-observatoriet. Den är uppkallad efter Sandra Pizzarello.